# Aleksiej Kuleszow
Aleksiej Władimirowicz Kuleszow (ros. Алексей Владимирович Кулешов, ur. 24 lutego 1979 w Friazino) – rosyjski siatkarz, reprezentant kraju, grający na pozycji środkowego. Wraz z reprezentacją zdobył dwukrotnie brązowy medal na Igrzyskach Olimpijskich w 2004 w Atenach oraz w 2008 roku w Pekinie.

## Sukcesy reprezentacyjne
| Osiągnięcie                 | Trofeum               | Rok                              |
| Mistrzostwa Europy Juniorów | złoto                 | 1998                             |
| Mistrzostwa Świata Kadetów  | złoto                 | 1999                             |
| Liga Światowa               | złoto · srebro · brąz | 2002 2000, 2007 2006, 2008, 2009 |
| Igrzyska Olimpijskie        | srebro · brąz         | 2000 2004, 2008                  |
| Mistrzostwa Europy          | srebro · brąz         | 2005, 2007 2001, 2003            |
| Mistrzostwa Świata          | srebro                | 2002                             |
| Liga Europejska             | złoto · srebro        | 2005 2004                        |
| Puchar Świata               | srebro                | 2007                             |

## Sukcesy klubowe
| Osiągnięcie                | Trofeum               | Sezon/Rok |
| Puchar Rosji               | złoto                 | 1997, 1998, 1999, 2000, 2001, 2003, 2006, 2015                                                                                              |
| Mistrzostwo Rosji          | złoto · srebro · brąz | 1997/1998, 1999/2000, 2001/2002, 2002/2003, 2003/2004, 2005/2006, 2015/2016 1998/1999, 2004/2005, 2006/2007, 2007/2008, 2008/2009 2011/2012 |
| Puchar CEV                 | srebro                | 2001/2002, 2009/2010, 2013/2014 |
| Liga Mistrzów              | złoto · brąz          | 2002/2003, 2003/2004, 2015/2016 2006/2007, 2008/2009                                                                                        |
| Klubowe Mistrzostwa Świata | srebro                | 2015 |
| Superpuchar Rosji          | złoto                 | 2015 |

## Nagrody indywidualne
- 1999– Najlepszy blokujący Mistrzostw Świata Kadetów
- 2002– Najlepszy blokujący Ligi Światowej
- 2004– Nagroda im. A.Kuzniecowa dla najlepszego siatkarza sezonu 2003/2004
- 2004– Najlepszy blokujący Ligi Mistrzów
- 2004– Najlepszy blokujący Igrzysk Olimpijskich w Atenach
- 2006– Najlepszy blokujący Mistrzostw Świata
- 2006– Najlepszy blokujący Pucharu Rosji

## Odznaczenia
- Odznaczony tytułem Zasłużonego Mistrza Sportu.